# Axataf

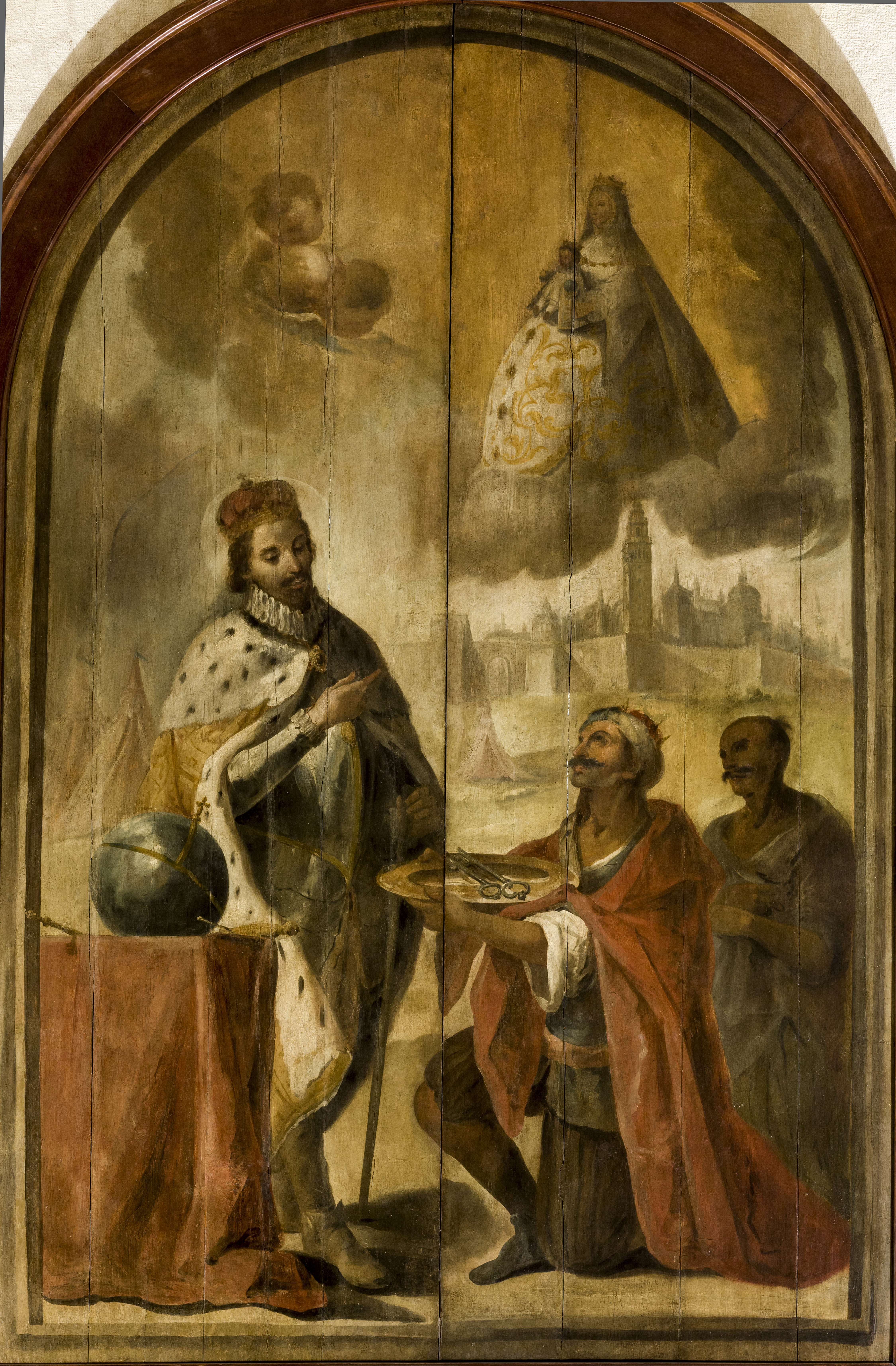
Tabla que muestra a Axataf entregando las llaves de Sevilla a Fernando III frente a una de las puertas de la ciudad, en una obra de alrededor de 1750. El autor se tomó la licencia de hacer figurar la catedral tal y como los cristianos la construyeron. El cuadro muestra también a la Virgen de los Reyes en los cielos en el momento de la entrega.

Axataf fue el caíd de Sevilla en el momento de la reconquista de la ciudad por Fernando III de Castilla en 1248. Su nombre es citado de diversas maneras en artículos y ensayos, siendo Axataf el más común, pero también se puede encontrar como Abul Hasan, Al-Xataf, Saqqaf, Chetaf y Axacad. 

## Historia
A la muerte de Ibn Hud en 1238, Sevilla volvió a deber obediencia al Imperio almohade y prestó obediencia al califa Arraxid. Tras la muerte de Arraxid en 1242 fue proclamado califa su hermano, Alí ben Idris Asaid Almotadidbila. Un año después, el gobernador de Ceuta retiró su obediencia al califa marroquí y reconoció al de Túnez. Posteriormente, pasó lo mismo con Sevilla, Tarifa y Jerez. Abu Zakariyya Yahya I, sultán háfsida de Túnez, aceptó ese vasallaje. En 1245 o 1246 Ibn al-Yadd expulsó al gobernador hafsí, Abú Fares, y quedó como gobernante de Sevilla con un consejo de notables. Ibn al-Yadd, también referido como al-Chadd, firmó una tregua con Fernando III. Los elementos contrarios a este acuerdo le asesinaron y su líder, Axataf, hijo de Abu Ali, pasó a ser el nuevo gobernante de Sevilla. Este acto violento hizo que terminase la tregua con Fernando que, libre de su compromiso con Ibn al-Yadd, dirigió sus atenciones a Sevilla.
Axataf fue caíd de Sevilla y gobernó junto con un consejo de notables. Tomó parte en la defensa de Alcalá del Río con 300 caballeros. Tras un asedio de varias semanas y la huida de Axataf y sus hombres, el pueblo se rindió.
En agosto comenzó el cerco a Sevilla. La ciudad no pudo resistir el asedio impuesto por Fernando III y tuvo que rendirse a los castellanos el 23 de noviembre de 1248. En la capitulación de la ciudad se incluía la cláusula de que se daría a los moros un mes para vender todo lo que no pudiesen llevar consigo y para facilitarles los medios de transporte y protección militar para poder dirigirse a territorio musulmán. El plazo expiró el 22 de diciembre, fiesta de la traslación de los restos de San Isidoro de Sevilla a León. Ese día, Axataf entregó las llaves de la ciudad al rey castellano.
Según la Crónica en la capitulación de la ciudad había una cláusula que daba a Axataf y al arráez Aben Xueb las poblaciones de Sanlúcar la Mayor, San Juan de Aznalfarache y Niebla "cuando se ganase". No obstante, no hay constancia de que estos dos musulmanes ejerciesen este derecho sobre estas poblaciones.
Según Ibn Idari, Axataf se marchó a Ceuta, donde fue asesinado en noviembre de 1249 por orden del alfaquí Al-Afazi, cabeza de una sublevación anti-tunecina.